# Mihály Kozma
Mihály Kozma (Tápé, 1 de novembro de 1949) é um ex-futebolista profissional húngaro que atuava como meia.

## Carreira
Mihály Kozma fez parte do elenco da Seleção Húngara de Futebol, da Euro de 1972
Ele foi medalhista de prata em Munique 1972